# Оболенский, Михаил Матвеевич
Михаил Матвеевич Оболенский — князь, ближний стольник и воевода во времена правления Софьи, Ивана V и Петра I Алексеевичей.
Сын князя и окольничего Матвея Венедиктовича Оболенского.

## Биография
Стольник царицы Прасковьи Фёдоровны (1686). Комнатный стольник царя Ивана V Алексеевича (1687—1692). Ближний стольник и Арзамасской провинции воевода (1721). Назначен к делам в Сибирскую губернию (16 марта 1727).
Член Всешутейшаго собора Петра I Алексеевича, участвую в нём как «поп» и на свадьбе Никиты Моисеевича Зотова, был в калмыцком платье.
Помещик и вотчинник: Галичского, Нижегородского и Дмитровского уездов (1688—1689). Купил у брата Василия вотчину в Боровском уезде и 1/2 часть села Архангельское в Московском уезде.

## Семья
Жена: Степанида Ивановна Рутинская.
Сыновья:
- Князь Иван Михайлович — сержант Лейб-гвардии Преображенского полка (1704), поручик Бутырского полка (1736), умер († 1776).
- Князь Александр Михайлович — сержант Лейб-гвардии Преображенского полка (1712), премьер-майор (1745).

Дочери:
- Княжна Анна Михайловна — жена Фёдора Михайловича Глебова.
- Княжна Прасковья Михайловна — жена Фёдора Емельяновича Бутурлина.
- Княжна Евдокия Михайловна[2].